# Пухово
Пухово је насеље у Србији у општини Лучани у Моравичком округу. Према попису из 2022. било је 494 становника.
Овде је рођен и живео Ранко Тајсић, српски политичар и народни трибун с краја 19. века, један од оснивача и потпредседник Народне радикалне странке.
Овде се налазе мајдани камена, око којих је основана пуховска каменорезачка школа. У Пухову је живело и радило више каменорезаца, међу којима су Добросав Јаћимовић (живео до 1915) и Живојин Д. Тодоровић (до 1937).

## Демографија
У насељу Пухово живи 559 пунолетних становника, а просечна старост становништва износи 42,8 година (42,2 код мушкараца и 43,3 код жена). У насељу има 236 домаћинстава, а просечан број чланова по домаћинству је 2,86.
Ово насеље је великим делом насељено Србима (према попису из 2002. године), а у последња три пописа, примећен је пад у броју становника.
|  |

| Демографија | Демографија | Демографија |
| Година      | Становника  | Становника  |
| ----------- | ----------- | ----------- |
| 1948.       | 633         |             |
| 1953.       | 649         |             |
| 1961.       | 654         |             |
| 1971.       | 728         |             |
| 1981.       | 796         |             |
| 1991.       | 729         | 723         |
| 2002.       | 676         | 679         |
| 2011.       | 618         |             |

| Етнички састав према попису из 2002.‍ | Етнички састав према попису из 2002.‍ | Етнички састав према попису из 2002.‍ | Етнички састав према попису из 2002.‍ | Етнички састав према попису из 2002.‍ |
| ------------------------------------ | ------------------------------------ | ------------------------------------ | ------------------------------------ | ------------------------------------ |
|                                      |                                      |                                      |                                      |                                      |
| Срби                                 | Срби                                 |                                      | 674                                  | 99,70%                               |
| Македонци                            | Македонци                            |                                      | 1                                    | 0,14%                                |
| непознато                            | непознато                            |                                      | 1                                    | 0,14%                                |

| Година пописа     | 1948. | 1953. | 1961. | 1971. | 1981. | 1991. | 2002. |
| ----------------- | ----- | ----- | ----- | ----- | ----- | ----- | ----- |
| Број домаћинстава | 117   | 122   | 144   | 189   | 228   | 222   | 236   |

| Број чланова      | 1  | 2  | 3  | 4  | 5  | 6  | 7 | 8 | 9 | 10 и више | Просек |
| ----------------- | -- | -- | -- | -- | -- | -- | - | - | - | --------- | ------ |
| Број домаћинстава | 50 | 74 | 30 | 44 | 17 | 20 | 1 | 0 | 0 | 0         | 2,86   |

| Пол    | Укупно | Неожењен/Неудата | Ожењен/Удата | Удовац/Удовица | Разведен/Разведена | Непознато |
| ------ | ------ | ---------------- | ------------ | -------------- | ------------------ | --------- |
| Мушки  | 300    | 83               | 189          | 21             | 5                  | 2         |
| Женски | 284    | 45               | 187          | 48             | 3                  | 1         |
| УКУПНО | 584    | 128              | 376          | 69             | 8                  | 3         |

| Пол    | Укупно                    | Пољопривреда, лов и шумарство | Рибарство                            | Вађење руде и камена | Прерађивачка индустрија       |
| ------ | ------------------------- | ----------------------------- | ------------------------------------ | -------------------- | ----------------------------- |
| Мушки  | 141                       | 13                            | 0                                    | 0                    | 74                            |
| Женски | 68                        | 9                             | 0                                    | 0                    | 37                            |
| УКУПНО | 209                       | 22                            | 0                                    | 0                    | 111                           |
| Пол    | Производња и снабдевање   | Грађевинарство                | Трговина                             | Хотели и ресторани   | Саобраћај, складиштење и везе |
| Мушки  | 12                        | 9                             | 5                                    | 1                    | 6                             |
| Женски | 0                         | 2                             | 3                                    | 1                    | 1                             |
| УКУПНО | 12                        | 11                            | 8                                    | 2                    | 7                             |
| Пол    | Финансијско посредовање   | Некретнине                    | Државна управа и одбрана             | Образовање           | Здравствени и социјални рад   |
| Мушки  | 0                         | 13                            | 4                                    | 1                    | 0                             |
| Женски | 0                         | 4                             | 1                                    | 5                    | 4                             |
| УКУПНО | 0                         | 17                            | 5                                    | 6                    | 4                             |
| Пол    | Остале услужне активности | Приватна домаћинства          | Екстериторијалне организације и тела | Непознато            | Непознато                     |
| Мушки  | 0                         | 0                             | 0                                    | 3                    | 3                             |
| Женски | 0                         | 0                             | 0                                    | 1                    | 1                             |
| УКУПНО | 0                         | 0                             | 0                                    | 4                    | 4                             |